# Hummelviksberget
Hummelviksberget är en kulle i Finland.   Den ligger i den ekonomiska regionen  Helsingfors  och landskapet Nyland, i den södra delen av landet, 20 km väster om huvudstaden Helsingfors. Toppen på Hummelviksberget är 39 meter över havet.
Terrängen runt Hummelviksberget är platt. Havet är nära Hummelviksberget åt sydost.  Närmaste större samhälle är Helsingfors, 19,6 km öster om Hummelviksberget. 